# Đại lộ Mao Trạch Đông
Đại lộ Mao Trạch Đông (tiếng Khmer: មហាវិថីម៉ៅសេទុង, Môhavĭthei Mau Sétŭng)  còn gọi là Phố 245 (tiếng Khmer: ផ្លូវលេខ ២៤៥, Phlov Lékh 245) hoặc Phố Issarak (tiếng Khmer: ផ្លូវឥស្សរៈ, Phlov Ĕssâreă) là đại lộ trung tâm của Phnôm Pênh kết nối Đại lộ Norodom tại Ngã tư Chamkar Mon ở phía Đông và kết thúc tại Cầu vượt số 10 Makara, Đại lộ Liên bang Nga. Con đường này được đặt tên nhằm vinh danh cố Chủ tịch Đảng Cộng sản Trung Quốc Mao Trạch Đông.